# Drama (Grækenland)
 For alternative betydninger, se Drama (flertydig). (Se også artikler, som begynder med Drama)
Drama (græsk: Δράμα  [ˈÐrama] ) er en by og kommune i det nordøstlige Grækenland i Makedonien. Drama er hovedstaden i den regionale enhed Drama, som er en del af periferien Østmakedonien og Thrakien. Byen (befolkning 44.823 i 2011) er kommunens økonomiske centrum (58.944 indb.), som igen udgør 60 procent af den regionale enheds befolkning. De næststørste samfund i kommunen er Choristi (2.725 indb.), Χiropótamos (2.554 indb.), Kallífytos (1.282 indb.), Kalós Agrós (1.178) og Koudoúnia (996 indb.).
Drama ligger ved foden af bjerget Falakro, i et grønt område med rigelige vandkilder, og har været en integreret del af den græske verden siden den klassiske æra; under det byzantinske rige var Drama en befæstet by med et slot og steg til stor velstand under dynastiet Komnenos hvor det var et kommercielt og militært center.
I den osmanniske æra førte tobaksproduktion og handel, oprettelse af jernbanen(1895) og forbedring af vejnettet mod havnen i Kavala til en stigning i befolkningen i byen og til øget kommerciel aktivitet.
Drama er vært for "Eleftheria", der er kulturelle begivenheder til minde om byens befrielse, i slutningen af juni eller begyndelsen af juli, og en årlig filmfestival i september.

## Historie
De gamle grækere kendte byen som Ydrama eller Dyrama (Ύδραμα, Δύραμα) på grund af dets rigelige vand. Senere kendt som Drabescus, blev det en del af det romerske og byzantinske imperium sammen med resten af Grækenland. Det Osmanniske Rige erobrede regionen i 1371. I det 19. århundrede blev byen centrum for provinsen Sanjak of Drama. I 1912, under den første Balkankrig, togbulgarske tropper Drama fra osmannerne. I 1913, som følge af Bukarest-traktaten efter Anden Balkankrig, blev området en del af Grækenland - sammen med resten af det østlige Makedonien.

### Anden verdenskrig
Under anden verdenskrig, i kølvandet på den tyske invasion af Grækenland 1941, besatte bulgarske tropper Drama fra 1941 til 1944.
Den 29. september 1941 iværksatte de bulgarske besættelsesstyrker hårde repressalier i Drama, Doxato og flere landsbyer som Choristi, Kirgien, Koudounia og Prosotsani Det var en reaktion på lokale kommunistiske guerilla-angreb mod bulgarerne i landsbyerne Drama (Drama-opstanden). 
Den 4. marts 1943, efter midnat, omringede de bulgarske militære myndigheder den jødiske befolkning på tværs af deres besættelseszone i det østlige Makedonien og Thrakien. 589 jøder fra Drama, blev transporteret med tog til bulgarsk område og samlet i tobakslagre, som var tomme på den tid af året. Derfra blev de taget med tog til udryddelseslejren Treblinka. Ingen af de 589 jøder fra Drama vendte nogensinde tilbage.

## Kommunen
Kommunen Drama blev dannet ved kommunalreformen i 2011 ved fusionen af de 2 tidligere kommuner drama og Sidironero.
- Drama ( Choristi, Drama, Kallifytos, Kalos Agros, Koudounia, Livadero, Makryplagio, Mavrovatos, Mikrochori, Monastiraki, Mylopotamos, Nikotsaras, Xiropotamos)
- Sidironero (Sidironero, Skaloti)

## Transport

### Jernbane
Byen betjenes af Drama jernbanestation på linjen Thessaloniki-Alexandroupoli, med daglige afgange til Thessaloniki og Alexandroupolis.

## Kultur
Siden 1978 har Drama været vært for Drama International Short Film Festival. I 1987 blev festivalen anerkendt nationalt. I 1995 tilføjede det den internationale konkurrencesektion, hvor kortfilm fra hele verden besøger byen hvert år.  I 1996 blev festivalen inkluderet i National Cultural Network of Cities af det græske kulturministerium.
- Gravstele af Tiberius Claudius Maximus, Arkæologisk museum i Drama
- Agia Sofia, byzantinsk kirke
- Spierer tobakslager i sne
- Holocaust mindesmærke